# Defender's Quest
Defender's Quest: Valley of the Forgotten es un videojuego que mezcla el videojuego rol y la defensa de torres desarrollado por el estudio americano Level Up Labs. Originalmente un juego Flash distribuido en portales de videojuegos en línea como Kongregate y Newgrounds, fue lanzado más tarde para Microsoft Windows vía Steam en octubre de 2012. En 2016 se lanzó una remasterización en HD, Defender's Quest: Valley of the Forgotten: DX Edition, siendo distribuida de forma gratuita a los compradores de la anterior versión del juego. Esta versión fue portada a PlayStation 4, Xbox One y PlayStation Vita. El juego recibió notas positivas de la crítica, principalmente alabando su gameplay.

## Argumento
Los jugadores toman el papel de Azra, la Bibliotecaria Real del el Reino de Ash, el cual está siendo devastado por una plaga que crea monstruos no muertos. Después de estar al borde de la muerte, descubre que tiene el poder de llevar personas al mundo espiritual, el cual es la clave para ser capaz de luchar las hordas de los monstruos, los cuales son imbatibles en el mundo físico. Durante su aventura, Azra conseguirá la ayuda de varios compañeros y descubrirá el origen de la plaga, y cómo ella y su grupo podrían detenerlo y salvar el Mundo.

## Desarrollo
El juego fue originalmente concebido como un proyecto corto, de tres a seis meses, pero los desarrolladores decidieron expandirlo después de unos cuantos meses cuando tuvieron claro que iba a tener un alcance más grande.

## Recepción
El juego original recibió una puntuación de 85/100 de Jordan Devore de Destructoid. Mientras criticó el arte, alabó la mecánica y la banda sonora del juego, y declaró que era "increíblemente divertido de jugar". Fue valorado con un 4.5/5 por Zach Wellhouse de RPGamer, quién alabó la historia por ser entretenida y al gameplay por ser "adictivo", pero criticando el sistema de mejoras  como "aburrido" y el hecho que el diario de Azra  sólo estuviera disponible en Juego Nuevo+.
La Edición DX del juego recibió una puntuación conjunta de 82/100 en Metacritic. Alex Fuller de RPGamer lo valoró con un 4/5, también alabando el combate y la historia, mientras criticaba el sistema de mejoras y los "controles" incómodos.